# Mariya Takeuchi
Mariya Takeuchi (竹内 まりや?, Takeuchi Mariya; Izumo, 20 marzo 1955) è una cantante giapponese.

## Biografia
In Occidente è nota principalmente per il brano city pop del 1984 Plastic Love, tornato alla ribalta internazionale nel 2017 quando una sua versione remix è stata caricata su YouTube e si è rapidamente diffusa online con la complicità dell'algoritmo di raccomandazione della piattaforma.

## Vita privata
Dall'aprile 1982 è sposata con il musicista Tatsuro Yamashita, con cui ha collaborato. La coppia ha avuto una figlia.

## Discografia parziale
- 1978 – Beginning
- 1979 – University Street
- 1980 – Love Songs
- 1980 – Miss M
- 1981 – Portrait
- 1982 – Viva Mariya!
- 1984 – Variety
- 1987 – Request
- 1989 – Quiet Life
- 1990 – Morning Glory
- 1994 – Impressions
- 2000 – Souvenir: Mariya Takeuchi Live
- 2001 – Bon Appetit!
- 2004 – Longtime Favorites
- 2007 – Denim
- 2008 – Expressions
- 2013 – Mariya's Songbook
- 2014 – Trad
- 2019 – Turntable